# Bojna Njiva
Bojna Njiva (cyr. Бојна Њива) – wieś w Czarnogórze, w gminie Mojkovac. W 2011 roku liczyła 303 mieszkańców.